# Baons-le-Comte
Baons-le-Comte é uma comuna francesa na região administrativa da Normandia, no departamento de Sena Marítimo. Estende-se por uma área de 5,4 km². Em 2010 a comuna tinha 360 habitantes (densidade: 66,7 hab./km²).